# El amante (canción de Nicky Jam)
«El amante» es una canción del exponente estadounidense de reguetón Nicky Jam. Fue publicado el 16 de enero de 2017 bajo el sello La Industria Inc y distribuido por Sony Music Latin como sencillo del álbum de estudio del cantante titulado Fénix.

## Vídeo musical
En una entrevista con el portal Telemundo, Nicky Jam reveló que su tema cuenta la historia de un joven y una mujer casada con quien tiene una relación extramatrimonial. "En este caso yo soy el amante y estoy cansado de ser el amante, quiero ser el único hombre de esta mujer, porque su novio la trata mal, no la respeta": El cantante señaló al diario La Tercera que su música la hace para bailar y no para hablar mal de las mujeres.

## Otras versiones

### Remix
Se hizo una versión remezcla con los cantantes Ozuna y Bad Bunny, siendo esta la primera canción de reguetón de este último.

## Posicionamiento
| Lista (2017)                          | Mejor posición |
| ------------------------------------- | -------------- |
| Colombia (National-Report)            | 3              |
| República Dominicana (Monitor Latino) | 6              |
| Ecuador (National-Report)             | 21             |
| El Salvador (Monitor Latino)          | 10             |
| Francia (SNEP)                        | 135            |
| Italia (FIMI)                         | 17             |
| México (Mexico Airplay)               | 10             |
| Países Bajos (Single Top 100)         | 78             |
| Panamá (Monitor Latino)               | 2              |
| Paraguay (Monitor Latino)             | 6              |
| Portugal (AFP)                        | 48             |
| España (PROMUSICAE)                   | 3              |
| Suiza (Schweizer Hitparade)           | 31             |
| Uruguay (Monitor Latino)              | 12             |
| Estados Unidos (Billboard Hot 100)    | 92             |
| Estados Unidos (Hot Latin Songs)      | 2              |
| Estados Unidos (Latin Airplay)        | 1              |
| Perú (Latin Rhythm Airplay)           | 1              |
| Venezuela (National-Report)           | 13             |

## Certificaciones
| País           | Organismocertificador | Certificación            | Ventas certificadas | Ref    |
| -------------- | --------------------- | ------------------------ | ------------------- | ------ |
| Estados Unidos | RIAA                  | 13x Platino (Latin)      | 780 000             | [ 27 ] |
| España         | PROMUSICAE            | 4x Platino               | 160 000             | [ 27 ] |
| Italia         | FIMI                  | 3x Platino               | 150 000             | [ 27 ] |
| México         | RIAA                  | Platino + Diamante + Oro | 390 000             | [ 27 ] |